# Gouvernement De Gasperi VIII
 (septembre 2023).
Si vous disposez d'ouvrages ou d'articles de référence ou si vous connaissez des sites web de qualité traitant du thème abordé ici, merci de compléter l'article en donnant les références utiles à sa vérifiabilité et en les liant à la section « Notes et références ».
Le huitième gouvernement d'Alcide De Gasperi est resté en poste du 16 juillet 1953 au 2 août 1953 pour un total d'à peine 17 jours.
Il était composé que de la Démocratie chrétienne.

## Composition
- Président du Conseil des ministres, M. Alcide De Gasperi
- Vice-Président du Conseil des ministres, M.

### Ministres
- x

## Sources
- (it) Cet article est partiellement ou en totalité issu de l’article de Wikipédia en italien intitulé « Governo De Gasperi VIII » (voir la liste des auteurs).

## Compléments